# زلزال
الزَّلْزال أو الهَزَّة الأَرْضِيَّة هي ظاهرة طبيعية وهو اهتزاز أو سلسلة من الاهتزازات الارتجاجية المتتالية لسطح الأرض تحدث في وقت لا يتعدى ثوانٍ معدودة، والتي تنتج عن حركة الصفائح الصخرية في القشرة الأرضية، ويسمى مركز الزلزال «البؤرة»، يتبع ذلك بارتدادات تدعى أمواجاً زلزالية، وهذا يعود إلى تكسر الصخور وإزاحتها بسبب تراكم إجهادات داخلية للأرض نتيجة لمؤثرات جيولوجية ينجم عنها تحرك الصفائح الأرضية. وتوجد الأنشطة الزلزالية على مستوى حدود الصفائح الصخرية. وينشأ الزلزال كنتيجة لأنشطة البراكين أو نتيجة لوجود انزلاقات في طبقات القشرة الأرضية.
تؤدي الزلازل إلى تشقق الأرض ونضوب الينابيع أو ظهور الينابيع الجديدة أو حدوث ارتفاعات وانخفاضات في القشرة الأرضية وأيضًا حدوث أمواج عالية تحت سطح البحر (التسونامي)، فضلًا عن آثارها التخريبية للمباني والمواصلات والمنشآت. وغالبًا ينتج عن حركات الحمل الحراري في المتكور الموري (Asthenosphere) والتي تحرك الصفائح القارية متسببة في حدوث هزات هي الزلازل. كما أن الزلازل قد تحدث خرابًا كبيرًا.

## الدرجة
وتحدد درجة الزلزال بمؤشر، وتقاس من 1 إلى 10، حيث:
- من 1 إلى 4 - زلازل قد لا تحدث أية أضرار أي يمكن الإحساس به فقط.
- من 4 إلى 6 - زلازل متوسطة الأضرار قد تحدث ضررًا للمنازل والإقامات.
- من 7 إلى 10 - الدرجة القصوى، أي يستطيع الزلزال تدمير المدينة بأكملها وحفرها تحت الأرض حتى تختفي مع أضرار لدى المدن المجاورة لها.

توزيع تمركز الزلازل من عام 1963 إلى 1998م

## كيف تتكون الزلازل

تكون الزلزال

أثناء عملية الاهتزاز التي تصيب القشرة الأرضية تتولد ستة أنواع من موجات الصدمات، من بينها اثنتان تتعلقان بجسم الأرض حيث تؤثران على الجزء الداخلي من الأرض، بينما الأربعة موجات الأخرى تكون موجات سطحية. ويمكن التفرقة بين هذه الموجات أيضًا من خلال أنواع الحركات التي تؤثر فيها على جزيئات الصخور، حيث ترسل الموجات الأولية أو موجات الضغط جزيئات تتذبذب جيئة وذهابًا في نفس اتجاه سير هذه الأمواج، بينما تنقل الأمواج الثانوية أو المستعرضة اهتزازات عمودية على اتجاه سيرها. وعادة ما تنتقل الموجات الأولية بسرعة أكبر من الموجات الثانوية، ومن ثم فعندما يحدث زلزال، فإن أول موجات تصل وتسجل في محطات البحث الجيوفيزيقية في كل أنحاء العالم هي الموجات الأولية والثانوية.

### نظريات نشأة الزلازل
كانت الأرض منذ نشأتها جسمًا ساخنًا كسائر الكواكب، وحينما بردت، كوّن الغلاف المائي وجذب له الغلاف الهوائي، ومع زيادة البرودة.. تكوَّنت الطبقة الصلبة الخارجية المعروفة باسم القشرة، لكن باطن الأرض ظل ساخنًا حتى الآن، ويحتوى على صهارة مدن يموج بظ على تآكل الصخور الصلبة في القشرة الصلبة وتحميلها أو شحنها بإجهادات وطاقات عظيمة للغاية تزداد بمرور الوقت، والقشرة نفسها مكوّنة من مجموعة من الألواح الصخرية العملاقة جدًّا، ويحمل كل لوح منها قارة من القارات أو أكثر، وتحدث عملية التحميل أو الشحن بشكل أساسي في مناطق التقاء هذه الألواح بعضها مع بعض، والتي يطلق عليها العلماء الصدوع أو الفوالق التي تحدّد نهايات وبدايات الألواح الحاملة للقارات، وحينما يزيد الشحن أو الضغط على قدرة هذه الصخور على الاحتمال لا يكون بوسعها سوى إطلاق سراح هذه الطاقة فجأة في صورة موجات حركة قوية تنتشر في جميع الاتجاهات، وتخترق صخور القشرة الأرضية، وتجعلها تهتز وترتجف على النحو المعروف، في ضوء ذلك.. نشأت على الأرض مجموعة من المناطق الضعيفة في القشرة الأرضية تعتبر مراكز النشاط الزلزالي أو مخارج تنفس من خلالها الأرض عما يعتمل داخلها من طاقة قلقة تحتاج للانطلاق، ويطلق عليها «أحزمة الزلازل» وهي:
حزام المحيط الهادي يمتدّ من جنوب شرق آسيا بمحاذاة المحيط الهادي شمالًا، وحزام غرب أمريكا الشمالية الذي يمتدّ بمحاذاة المحيط الهادي، وحزام غرب الأمريكتين، ويشمل فنزويلا وشيلي والأرجنتين،
وحزام وسط المحيط الأطلنطي، ويشمل غرب المغرب، ويمتدّ شمالا حتى إسبانيا وإيطاليا ويوغوسلافيا واليونان وشمال تركيا، ويلتقي هذا الفالق عندما يمتدّ إلى الجنوب الشرقي مع منطقة «جبال زاغروس» بين العراق وإيران، وهي منطقة بالقرب من «حزام الهيمالايا».
وحزام الألب، ويشمل منطقة جبال الألب في جنوب أوروبا.
وحزام شمال الصين والذي يمتدّ بعرض شمال الصين من الشرق إلى الغرب، ويلتقي مع صدع منطقة القوقاز، وغربًا مع صدع المحيط الهادي.
وهناك حزام آخر يعتبر من أضعف أحزمة الزلازل، ويمتدّ من جنوب صدع الأناضول على امتداد البحر الميت جنوبًا حتى خليج السويس جنوب سيناء، ثم وسط البحر الأحمر فالفالق الأفريقي العظيم، ويؤثر على مناطق اليمن وأثيوبيا ومنطقة
الأخدود الأفريقي العظيم.
إن الكرة الأرضية وحدة واحدة، لكن من الثابت أن براكين القشرة الأرضية، والضغوط الواقعة عليها في المناطق المختلفة منها تؤدي إلى حدوث نشاط زلزالي لا يمكن الربط بينه وبين حدوث نشاط زلزالي في منطقة أخرى، وفي ضوء ذلك.. اكتسب كل حزام زلزالي طبيعة خاصة تختلف عن الأخرى من حيث الطبيعة الأرضية (الجيولوجية) والتراكيب تحت السطحية، والتي يمكن معها القول: إن نشاطها الزلزالي يكون خاصًّا بهذه المنطقة، ولا يعني تقارب زمن حدوث النشاط الزلزالي على أحزمة الزلازل المختلفة أن هناك توافقًا في زمن حدوثها بعضها مع بعض، إنما يرجع ذلك إلى عوامل كثيرة داخل باطن الأرض ما زالت محل دراسة من الإنسان.

## أسباب الزلازل
تحدث الزلازل بسبب عوامل عدة، أهمها:
1. الانفجار البركاني الذي يرافقه زلزال.
2. الصدع وانزلاق الصخور عليه والذي يعرف بالزلازل التكتونية.

هناك مجموعة من العوامل تكمن وراء ثورة الزلازل على سطح الأرض، حيث يمكن تقسيمها إلى عوامل داخلية ترتبط بتكوين الأرض والتي تتألف من عدة طبقات هي من الخارج للداخل: القشرة والوشاح ولب الأرض.
ويتكون «لب الأرض» من كرة صلبة من الحديد والنيكل تتميز بدرجة تصل إلى عدة آلاف درجة مئوية «قرابة 6000 درجة مئوية» ولكون طبقات الأرض غير متجانسة تحدث عملية انتقال للحرارة من منطقة لأخرى، سواء بخاصية التوصيل في المناطق الصلبة أو الحمل في المناطق السائلة أو بخاصية الإشعاع على سطح الأرض، وعندما تتراكم الطاقة الحبيسة في منطقة ما في طبقات الأرض يظهر دور الشمس والقمر من خلال موجات الجذب التي تؤثر بها على الأرض، وهو ما يسمح بتحرير الحرارة المختزنة داخل باطن الأرض على شكل زلازل وبراكين. أيضًا تقف ظاهرة اقتران الكواكب وراء، حدوث الزلازل والبراكين، حيث تكون قوى المد الشمسي، والقمري، أكبر ما يمكن وهو ما يساعد على تحرير حرارة الأرض ويفسر قصر مدة الاقتران الكوكبي صغر المدة التي ينتاب فيها الأرض الهزات الزلزالية.
وتلعب جيولوجيا المكان أيضًا دورًا هامًا في حدوث الزلازل، حيث يؤثر سمك القشرة الأرضية بما فيها من فوالق وتصدعات وكونها جزر في المحيط أو أرض صخرية. إضافة إلى أنه كلما كان الكوكب قريبًا من الشمس زادت الجاذبية المؤثرة وتسببت في حدوث زلزال وبراكين، ضخمة مثلما يحدث على كوكب الزهرة، وكلما كبرت الكواكب وبعدت عن الشمس تقل الزلازل والبراكين عليها وتتلقى الأرض طاقتها الحرارية من مصدرين الأول هو الشمس والتي يظهر تأثيرها في المنطقة السطحية وهو الجزء العلوى من القشرة والذي لا يزيد عن 28-30م ويتمثل المصدر الثاني من حرارة باطن الأرض التي تنجم بشكل كبير عن النشاط الإشعاعي لبعض العناصر وخاصة اليورانيوم والثوريوم وغيرها من العناصر شديدة الإشعاع

## الحث التزلزلي
في ذات الوقت الذي تنشأ فيه الغالبية العظمى من الزلازل بسبب حركة الصفائح التكتونية، يدعي بعض الباحثين أن هناك نشاطات بشرية قد تكون مسببة للزلازل مثل: الكميات الكبيرة جدًا للمياه المحتجزة في البحيرات خلف السدود (وكذلك بناء المباني ذات الأوزان فائقة الثقل), حفر وحقن الأبار بالسوائل، كذلك عمليات استخراج الفحم، وعمليات حفر الأبار النفطية ، على الأغلب المثال الأكثر وضوحًا لهذا السبب هو زلزال سيتشوان 2008 في الصين حيث سببت تلك الهزة الأرضية بخسائر بلغت 69 الف قتيل ويأتي في المرتبة 19 في قائمة أكثر الزلازل فتكًا، حيث يعتقد بعض الباحثين المستقلين أن سد زيبنجبو قد ساهم في تسارع تحرك الطبقات بسبب الوزن الهائل للمياه خلف السد.
كذلك أكبر زلزال سجل في تاريخ أستراليا يدعي البعض أن الأعمال البشرية حثت النشاط الزلزالي عبر التنقيب واستخراج الفحم، مدينة نيوكاسل بنيت فوق قطاع كبير من الفحم تحت الأرض والذي كان يتعرض للاستخراج، تم تسجيل الزلزال على أنه بدأ وتقوى بسبب ملايين أطنان الفحم التي استخرجت من المنطقة.
وفي جميع الأحوال تبقى مجرد آراء لباحثين جيولوجيين لأن أغلب المناطق التي حدثت فيها تلك الزلازل هي مناطق ذات نشاط تكتوني أصلًا.

## التنبؤ بحدوث الزلزال
أما فوق سطح الأرض فتسمى بالمركز السطحي للزلزال. وتنتقل الطاقة المنبعثة من زلزال من البؤرة إلى جميع الاتجاهات على هيئة موجات سيزمية (زلزالية). وتنتقل بعض الموجات أسفل الأرض، وينتقل بعضها الآخر فوق سطح الأرض، وتنتقل الموجات السطحية بصورة أسرع من الموجات الداخلية. ويمكن تسجيل الموجات الصادرة عن زلزال كبير على أجهزة رصد الزلازل في المنطقة المقابلة للزلزال من العالم، وتصل تلك الموجات إلى سطح الأرض في غضون 21 دقيقة.

## أنواع الزلازل
تصنف الزلازل حسب عمق البؤرة، وهي ثلاث:
1. الزلازل الضحلة وتنشأ على عمق 70كم.
2. الزلازل المتوسطة وتنشأ على عمق بين 70-300كم.
3. الزلازل العميقة وتنشأ على عمق 300-700كم.

## شدة الزلزال

### قياس شدة الزلزال
تقاس شدة الزلازل عادة بمقياسين مهمين؛ الأول هو «شدة الزلزال»، وتُعرف شدة الزلزال بأنها مقياس وصفي لما يحدثه الزلزال من تأثير على الإنسان وممتلكاته، ولما كان ذلك المقياس مقياسًا وصفيًّا يختلف فيه إنسان عن آخر في وصف تأثير الزلزال طبقًا لاختلاف أنماط الحياة في بلدان العالم المختلفة، ولتدخّل العامل الإنساني فيه بالقصد أو المبالغة فقد ظهرت الصور العديدة لهذا المقياس وأهمها مقياس «ميركالي المعدل»، وهذا المقياس يشمل 12 درجة، فمثلًا الزلزال ذو الشدة "12" فإنه مدمِّر لا يبقي ولا يذر، ويتسبَّب في اندلاع البراكين، وخروج الحمم الملتهبة من باطن الأرض، وتهتزّ له الأرض ككل وسط المجموعة الشمسية.
أما المقياس الثاني فهو مقياس "قوة الزلزال" Magnitude، وقد وضعه العالم الأمريكي تشارلز فرانسيس ريشتر وعُرف باسمه، ويعتمد أساسًا على كمية طاقة الإجهاد التي تسبّب في إحداث الزلزال، وهذا مقياس علمي تحسب قيمته من الموجات الزلزالية التي تسجلها محطات الزلازل المختلفة، وعليه.. فلا يوجد اختلاف يذكر بين قوة زلزال يحسب بواسطة مرصد حلوان بمصر أو مرصد "أبسالا" بالسويد.

#### مقاييس الزلازل
| الشدة | الوصف                                                   | القوة (مقياس ريختر)   |
| ----- | ------------------------------------------------------- | --------------------- |
| I     | ضمن حدود أجهزة القياس، تتحسسها أجهزة السيسموغراف        | -                     |
| II    | لا يحس بها إلا الأشخاص الذين في حالة راحة               | 3.5                   |
| III   | هزات شبيهة بالهزات المنبعثة من شاحنة صغيرة              | 4.2                   |
| IV    | هزات شبيهة بالهزات المنبعثة من شاحنة كبيرة              | 4.3                   |
| V     | هزات يحس بها وتوقض النائمين                             | 4.8                   |
| VI    | هزة تحرك الآثاث المنزلي                                 | 4.8 - 5.4             |
| VII   | تسبب الشقوق في البنايات                                 | 5.5 - 6.1             |
| VIII  | سقوط بعض أجزاء البنايات                                 | 6.2 - 6.8             |
| IX    | انهيار المباني وانكسار الأنابيب والقنوات تحت سطح الأرض  | 6.9                   |
| X     | انهيار الجسور وحواجز السدود والتواء خطوط السكك الحديدية | 7 - 7.3               |
| XI    | تخريب البنايات المتينة مع انهيارات أرضية كبيرة          | 7.4 - 8.1             |
| XII   | انهيار كلي للمدن وتغير هام على سطح الأرض.               | 8.1 - (أقصى درجة 8.9) |

## الفرق بين شدة الزلزال وقوة الزلزال
يستخدم العلماء مفهومي شدة الزلزال، وقوة الزلزال، للتعبير عن حجم الزلزال، ويعرف مفهوم شدة الزلزال على أنه مصطلح يستخدم لقياس الطاقة التي تنتج عن الزلزال، وتقاس قوة الزلزال بمقياس ريختر المكون من تسع درجات، فعلى سبيل المثال: في حالة افتراضية عندما تقع البؤرة العميقة لزلزال تحت مدينة «س»، حيث تكون هذه المدينة المركز السطحي المدمر للزلزال، فإن حجم الدمار هناك أكثر من حجم الدمار في مدينة «ص»، وبذلك فإن شدة الزلزال في «س» أعلى منها في مدينة «ص». وأما قوة الزلزال فهي ثابتة ولا تتأثر في المكان الذي يحدث فيه الزلزال.

## الموجات ورصدها
عندما يحدث الصدع الأرضي وتتكون فيه البؤرة الزلزالية، تتحرك الصفائح الأرضية على طريق الصدع بشدة، فينطلق نتيجة لهذه الحركة المفاجئة، والسريعة طاقة حركية هائلة تنتشر على شكل موجات اهتزازية مرنة، وهي الموجات الزلزالية الاهتزازية، الزلزالية المنطلقة من بؤرة الزلزال، وينتشر في الأوساط المحيطة بالبؤرة الزلزالية نموذجان من الموجات الاهتزازية الأساسية وهما: الموجات الابتدائية (P)، والموجات المستعرضة (s)، وينبعث معهما نموذج ثالث هو الموجات السطحية (L)، وهذه الموجات الثلاثة تختلف بالسرعة، ولذا يختلف وقت وصولها إلى محطات رصدالزلازل، وتلتقط الموجات الزلزالية بواسطة جهاز السيسموغراف الذي يزودنا بمعلومات عن شدة الموجات الزلزالية وزمن وصولها.
وهناك علاقة هامة يمكن أن تستخدم لتحديد مسافة انتقال الموجات الزلزالية من مركز نشأتها إلى محطة الرصد التي يقع فيها جهاز التسجيل السيزموغراف، وهذه العلاقة تعرف بالفرق في الزمن بين وصول الموجات الابتدائية (p)، ووصول الموجات المستعرضة (s).وهذا الفرق يتناسب مع المسافة التي تقع بين محطة الرصد، والمركز البؤدي للزلزال، ويمكن تمييز الموجات الزلزالية حسب وقت وصولها إلى محطة الرصد للزلازل.
وعند حدوث صدع يصبح اهتزاز فينتشر ويرصدها الجهاز.

## تحديد موقع بؤرة زلزالية
يمكن تحديد موقع البؤرة الزلزالية عن طريق تعاون ثلاث محطات رصد زلازل قريبة من موقع الزلزال، ويحدد بُعد الزلزال عن كل محطة من هذه المحطات الثلاث إما عن طريق العلاقة البيانية، أو بحساب المسافة بتقدير زمن وصول الموجات الزلزالية، وسرعتها، ويتم تطبيق قانون (المسافة = الزمن × سرعة الموجات)، وترسم دائرة من كل محطة مركزها هو مكان المحطة، ونصف قطرها هو المسافة المحسوبة، وتكون نقطة تقاطع الدوائر الثلاث هي موقع بؤرة الزلزال.

## أشهر الزلازل
هناك العديد من الزلازل الضخمة التي سجلت، وكانت مدمرة مفجعة، منها زلزال شانشي عام 1556 قتل نحو 830 ألف إنسان وشرد الملايين.

## التصرف المناسب أثناء الزلزال
- إذا كنت في مبنى قف تحت مدخل الباب أو تحت طاولة متينة وبعيدًا عن النافذة والزجاج.
- في خارج المبنى قف بعيدًا عن المباني والأشجار وخطوط الهاتف والكهرباء.
- إذا كنت في مركبة ابتعد عن الأنفاق والجسور ولا تخرج من السيارة.
- حاول أن تكون نفسيتك مرتاحة ولا تندهش
- حاول أن تسعف
- حاول تهدئة الآخرين والتخفيف من الاضطرابات خاصة عند الأطفال لكي لا تنتج حالات نفسية بعد ذلك

### في حالة التواجد داخل مبنى ما
- استلقي على الأرض وحاول الاحتماء عن طريق الزحف تحت طاولة متينة أو قطعة من الأثاث وتمسك بها حتى يتوقف الاهتزاز، وإذا لم يكن هناك أثاث غطي وجهك ورأسك بذراعيك والجأ إلى أحد زوايا المبنى.
- ابتعد عن الزجاج والنوافذ والأبواب الخارجية والجدران وعن أي شيء يمكن أن يسقط عليك مثل أجهزة الإضاءة أو الأثاث.
- إبق في سريرك إذا وقع الزلزال أثناء نومك وضع وسادة على وجهك.
- إبق في الداخل حتى يتوقف الزلزال وتضمن خروجًا آمنًا من المبنى، حيث أظهرت الأبحاث أن معظم الإصابات تحدث عندما يكون الشخص داخل المبنى ويحاول الانتقال إلى مكان آخر أو مغادرة المكان.
- كن على علم أن الكهرباء قد تنقطع أو تنطلق صفارات الإنذار.
- لا تستخدم المصعد.
- إفصل مصادر الكهرباء والماء واحكم إغلاق مصادر الغاز.
- لا تدخن أو تستخدم أعواد الثقاب.
- لا تقف حافي القدمين وأحضر ملابس للتدفئة بها عند الضرورة في حال كنت بمكان بارد.

### في حالة التواجد في الخارج
- ابق في مكانك ولا تتحرك بسرعة.
- ابتعد عن المباني المرتفعة والقديمة وأعمدة الإنارة وأسلاك المرافق.
- إذا كنت في العراء، اثبت حتى يتوقف الاهتزاز. الخطر الأكبر للزلزال موجود مباشرة خارج المبنى وفي مخارجها وجدرانها الخارجية.
- يموت معظم الضحايا في الزلزال بسبب انهيار الجدران أو الزجاج المتطاير والأجسام الساقطة.

### في حالة التواجد في السيارة
- اوقف السيارة بشكل طبيعي وهدئ السرعة .
- تجنب الوقوف قرب مبنى أو شجرة أو جسر أو نفق أو اسلاك الكهرباء.
- تحرك بحذر عندما يتوقف الزلزال.
- تجنب الطرق والجسور التي تضررت من الزلزال.

### إذا كنت محاصرًا تحت الأنقاض
- لا تشعل كبريتًا.
- لا تتحرك أو تحاول تحريك الصخور أو التراب.
- غط فمك بمنديل أو بملابسك.
- حاول أن تدق على أنابيب أو جدار ليتمكن رجال الإنقاذ من تحديد مكانك أو استخدم صافرة إذا كان ذلك متوفرًا، أو اصرخ. ولكن احذر، يمكن أن يسبب الصراخ استنشاق كميات كبيرة من الغبار.

### نصائح عامة
- حافظ على هدوئك أثناء الدقائق الأولى للهزة وطمئن الآخرين.
- توقع وقوع هزات لاحقة.
- حرر الحيوانات الأليفة حتى لا تتسبب في مقتلها، دعها تدبر أمورها.
- تابع نصائح وإرشادات وسائل الإعلام ونفذها.
- إذا تعرض منزلك لأضرار جسيمة حاول الحصول على الأشياء الثمينة والأدوية والوثائق الشخصية الهامة.
- لا تعد إلى منزلك الذي أصابه الزلزال

### ماذا تفعل قبل الزلزال؟
- تأكد من توفر المواد التالية في المنزل: طفاية حريق، حقيبة إسعافات أولية، راديو يعمل على البطاريات، بيل (مصباح متنقل)، وكمية من البطاريات الإضافية.
- تعلم الإسعافات الأولية.
- تعلم كيف تقطع الغاز، الماء، والكهرباء.
- ضع خطة عن مكان لاجتماع الأسرة بعد زلزال ما.
- لا تضع الأشياء الثقيلة على الرفوف لأنها ستسقط أثناء الزلزال.
- ثبت المفروشات الثقيلة، الخزائن، والأدوات المنزلية إلى الجدران أو الأرضية.
- تعلم خطة الزلازل في مدرستك أو مكان عملك.

### ماذا تفعل أثناء الزلزال؟
- ابق هادئًا! إذا كنت داخل بناء فابق في الداخل وإذا كنت في الخارج فابق في الخارج.
- إذا كنت داخل بناء، قف بجوار جدار قرب مركز البناء، قف في الممر، أو ازحف تحت المفروشات الثقيلة (مقعد أو طاولة). قف بعيدًا عن النوافذ والأبواب الخارجية.
- إذا كنت في الخارج، قف في منطقة مفتوحة بعيدًا عن خطوط الطاقة أو أي شي محتمل سقوطه. قف بعيدًا عن الأبنية (قد تسقط أشياء من المباني أو قد تقع المباني عليك).
- لا تستخدم أعواد الثقاب، أو الشموع أو أي لهب. خطوط نقل الغاز في الدول التي تعتمد مثل هذا النظام قد تكون مكسورة وتتسبب بالتالي بحرائق.
- إذا كنت داخل سيارة، أوقف السيارة وابق داخلها إلى أن يتوقف الزلزال.
- لا تستخدم المصاعد (على أية حال، سوف تكون عالقة غالبًا).

### ماذا تفعل بعد الزلزال
- ابحث عن المصابين وأسعفهم.
- انتبه لأماكن تسرب الغاز والماء والصرف الصحي.
- افحص الأسلاك المقطوعة، وافصل التيار عن الأدوات المنزلية.
- قيم الأضرار والمخاطر التي تتعلق بالسلامة.
- نظف تسربات المواد الخطرة.
- لا تمش حافي القدمين.
- استمع للراديو المحلي لتتبع الإرشادات.
- اقتصد في استعمال الهاتف.
- ابحث عن المفقودين ومعارفك.
- تحقق من سلامتك وسلامة الآخرين من أية إصابات. وفّر الإسعاف الأولي لكل من يحتاجه.
- تحقق من عدم تضرر خطوط الماء والغاز والكهرباء. في حال وجود أي ضرر قم بإغلاقها وغادر المنزل فورًا وابلغ السلطات (استخدم هاتف شخص آخر أو هاتفك المحمول).
- شغّل الراديو. لا تستخدم الهاتف ما لم تكن هناك حالة طارئة.
- ابق بعيدًا عن المنازل المتضررة ولو جزئيا.
- خذ حذرك من الأنقاض والزجاج المتكسر. انتعل حذاء صلبا لتقي نفسك من الإصابة.
- خذ حذرك من المآذن والمداخن فقد تقع عليك.
- ابق بعيدًا عن الشواطئ فقد تضربها التسونامي حتى بعد أن يتوقف اهتزاز الأرض.
- ابق بعيدًا عن المناطق المتضررة ولا تعق عمل فرق الإنقاذ.
- إذا كنت في المدرسة أو العمل فاتبع خطة الطوارئ أو تعليمات الشخص المسؤول.
- ترقب الهزات الارتدادية.
- حاول تهدئة الغير والتخفيف من الاضطرابات خاصة الأطفال لكي لا تنتج حالات نفسية بعد ذلك.

## العدة الاحتياطية للزلازل
- راديو صغير مع بطاريات إضافية
- مصباح مع بطاريات إضافية
- حقيبة إسعافية وضمنها الأدوية الضرورية لأفراد الأسرة
- كتيب عن الإسعاف الأولي
- مطفأة حريق
- مفتاح إنكليزي قابل للتعديل لإصلاح تسربات الغاز والماء
- جهاز تحري الدخان
- سلم هروب متنقل
- زجاجات ماء كافية
- مؤنة أسبوع من أغذية معلبة ومجففة (يجب استعمالها واستبدالها كي لا تتلف)
- فتاحة معلبات
- كبريت
- أرقام هواتف الشرطة والطوارئ الصحية والحريق
- الاقتصاد في الماء لاننا نحتاجه عند الحالة الطارئة
- الذهاب إلى مصلحة الضمان الاجتماعي

## مهارات ضرورية
- كيفية الإطفاء وفصل الماء والغاز والكهرباء.
- الإسعاف الأولي.
- خطة لجمع العائلة في مكان واحد ويعرفها الجميع.
- مساعدة الآخرين.